# Baolangu
Baolangu is een bestuurslaag in het regentschap Lembata van de provincie Oost-Nusa Tenggara, Indonesië. Baolangu telt 675 inwoners (volkstelling 2010).